# Aname longitheca
Aname longitheca is een spinnensoort uit de familie Anamidae. 
Aname longitheca werd in 1985 beschreven door Raven.